# アルタリア (列車)
アルタリア (スペイン語: Altaria) は、スペインの国営鉄道会社・レンフェの長距離列車。2001年6月10日から2020年6月22日にかけて運行されていた。ここでは、1993年から2007年にかけて運行されていた同様の列車、タルゴ200（Talgo 200）についても記述する。

## 概要
この列車は、1等車にあたるプレフェレンテ車両、2等車にあたるトゥーリスタ車両およびカフェテリア車両から構成されるタルゴⅣ、Ⅵ、Ⅶ客車とそれを牽引する機関車からなる。プレフェレンテ車両には食事時間帯の料理サービスがあり、これを含む車内ケータリングサービスは国際寝台車会社（ワゴン・リ社、CIWL）によって提供される。
これらの客車には軌間変更装置が設置されており、軌間変更施設を通過することによって、従来からスペイン国内で用いられているイベリア軌間と高速線の標準軌との間を直通運転し、高速線において時速200 kmで走行して都市間の時間短縮を図っている点が特徴。なお、牽引する機関車には両軌間を直通するための装置が搭載されていないため、軌間変更施設においてそれぞれのものに付け替えが行われる。

## 沿革
スペイン初の高速鉄道路線であるマドリード＝セビージャ高速線が開通した1992年、同線のマドリード - コルドバ間を経由し、マドリード - マラガ間を従来と比べ約2時間短縮して結ぶ、いわゆる新在直通の列車が登場した。この列車には当時最も新しかった軌間変更装置付きのタルゴIVおよびVIが導入されたが、列車名は従来のものと同様のタルゴ・ペンデュラー　マドリード・マラガであった。
その翌年の1993年、コルドバ - セビージャ間のマジャビケに新たな軌間変更設備が設置され、マドリードとウエルバおよびカディスの間を高速線を経由して結ぶ新たな列車が登場した。これらも前年に登場したマドリード - マラガ間の列車と同様の車両を用いたが、これらの列車には新たにタルゴ200という列車名が与えられた。翌1994年にはマドリード - マラガ間の列車もタルゴ200に改名されている。
前述の通り、新在直通運転によって都市間の所要時間を大幅に短縮したタルゴ200は人気列車となり、特にマドリード - マラガ間の列車は一両あたりの長さが短いタルゴ客車ではあるものの、3編成から4編成を連結した合計40両越えという長大な編成で運行される日も出現。1999年にはマドリードとアルヘシラスの間においても運行が開始され、こちらにおいては従来と比べ所要時間が約3時間弱短縮された。
2001年に運行を開始したマドリード - アリカンテ間の新在直通列車は、従来のタルゴ200とは異なり、アルタリアと命名。それに合わせて、マドリード - ウエルバ、カディスおよびアルヘシラス間のタルゴ200もアルタリアへ改名された。
2003年にマドリード＝バルセロナ高速線のうち、マドリード - リェイダ間が開業すると、同線を経由してマドリードとバルセロナ、パンプローナおよびログローニョなど、同国北部・北東部・北西部の各都市を結ぶタルゴ列車の多くが当列車に変更され、運行範囲が大きく広がったが、レンフェが上下分離・民営化した2005年秋に、CAF製の軌間可変電車である120系電車が登場し、翌2006年にマドリード - バルセロナ間の列車はカディス - マドリード - バルセロナを直通する列車を除いてアルタリアから120系電車を使用するアルビアに置き換えられ、さらにマドリード＝バルセロナ高速線が全線開通した2008年にそれらはAVEに置き換えられた。
その後も高速新線が延伸されるとともに運行区間の改編や、所要時間の短縮が進められ、コルドバ＝マラガ高速線が開通した2007年には2001年以降もタルゴ200の名称で運行されていたマドリードとマラガ間の列車が全線を通して高速新線を経由するAVEに変更となり、翌2008年からは同国北部および北東部へ向かう各列車がタラゴナに設けられた軌間変更施設を使用することで時間の短縮を図りつつ、機関車で客車を挟むことで機関車の付け替えの手間を省くことが可能な130系を使用したアルビアに変更し、同時にバルセロナ起点の系統が全てマドリード起点の系統へ統合。これらの流れのなかで、最終的にマドリード - アルヘシラス間、マドリード - ムルシア/カルタヘナ間（一部区間2列車併結）、マドリード - グラナダ間の3系統がアルタリアとして存続することとなった。
こののち、しばらくの間は大きな変更はなく運行が続けられたが、2015年にアンテケーラ - グラナダ間の標準軌線の建設工事により、マドリード - グラナダ間の列車がAVEと代行バスに置き換えられた。なお、2019年に工事が完了したことから、現在はAVEによって運行されている。
引き続き運行が継けられていたマドリード - アルヘシラス間およびマドリード - ムルシア/カルタヘナ間の列車は、2020年6月に行われたレンフェの優等列車名の改変により、統一ブランドのレンフェ・インターシティに組み込まれ、約20年間使用されたアルタリアの名前に別れを告げた。それ以降は、運行形態および車両はそのまま、レンフェ・インターシティ・マドリード・アルヘシラスおよびレンフェ・インターシティ・マドリード・ムルシア/カルタヘナとして運行を続けている。